# IC 5232
IC 5232 ist eine Spiralgalaxie vom Hubble-Typ S? im Sternbild Indianer am Südsternhimmel. Sie ist schätzungsweise 383 Millionen Lichtjahre von der Milchstraße entfernt.
Das Objekt wurde am 21. August 1900 von DeLisle Stewart entdeckt.